# Головченко, Константин Александрович
Головченко Константин Александрович (16 августа 1925 года — 23 апреля 2003 года) — сценограф, художник. Заслуженный художник БАССР (1985). Член Союза художников (1973). Участник Великой Отечественной войны.

## Биография
Головченко Константин Александрович родился 16 августа 1925 года в д. Князево Уфимского кантона БАССР, ныне д. Князево (Уфа).
В 1950 году окончил Башкирское театрально-художественное училище (педагоги П. М. Лебедев, А. Э. Тюлькин).
По окончании училища до 1964 года работал художником в драматических театрах СССР (Чита, Севастополь, Хабаровск, Ирбит,
Семипалатинск, Бийск).
С 1964 жил в Уфе. В 1967—1885 годах работал художником Башкирского творческо-производственного комбината.
Головченко Константин Александрович оформил около 110 спектаклей в Севастопольском театре Краснознаменного Черноморского флота, Амурском областном театре в Благовещенске-на-Амуре, Хабаровском краевом и театре юного зрителя, Ирбитском государственном им. А. Н. Островского, Семипалатинском областном объединенном казахском и русском театре драмы им. Абая и Бийском городском драматическом театре. После 1964 работал в станковой живописи.
Работы художника находятся в Художественном фонде РФ, Башкирском государственном художественном музее им. М. В. Нестерова в Уфе, в региональных музеях.

## Работы
Пейзажи: «Река Белая под Уфой», «Утро в нефтяном крае» (оба — 1978), «Хребты уральские» (1982), «Весна в Закар патье» (1984), «Тюменский меридиан» (1991), «В степях Башкирии» (2000), «Херсонес» (2001), серия портретов ветеранов 5-й Ударной армии (1974—77), триптих «5-й Ударной посвящается» (1985), полотно «Вызываю огонь на себя» (1986).

## Выставки
Головченко Константин Александрович — участник художественных выставок с 1951 года.
Персональные выставки в Уфе (1972, 1976, 1992, 2002), Донецке, Москве, Николаеве (1976), Херсоне, Кишинёве (1977), Стерлитамаке (1982).

## Награды и звания
Заслуженный художник БАССР (1985).
Ордена Отечественной войны 1-й (1945) и 2-й (1985) степеней